# Dražen Dalipagić
Dražen Dalipagić (kyrillisch Дражен Далипагић; * 27. Dezember 1951 in Mostar, VR Bosnien und Herzegowina; † 25. Januar 2025 in Belgrad) war ein Basketballspieler, der mit Jugoslawien Europa- und Weltmeister sowie Olympiasieger wurde. Er ist einer der wenigen Spieler, die sowohl in die Naismith Memorial Basketball Hall of Fame als auch in die FIBA Hall of Fame aufgenommen wurden. Insgesamt dreimal wurde er zu Europas Basketballer des Jahres gewählt. Seit dem Ende seiner Profikarriere lebte er in Belgrad.

## Karriere

### Verein
Obwohl Dalipagić erst mit 19 Jahren angefangen hatte Basketball zu spielen, etablierte er sich schnell bei KK Partizan Belgrad als dominierender Korbschütze. Mit Ausnahme der Saison 1978/79, als er seinen Wehrdienst ableistete, war Dalipagić von 1971 bis 1980 bei Partizan aktiv und gewann mit diesem Verein 1976 die jugoslawische Meisterschaft sowie 1978 den Korać-Cup.
Anschließend wechselte er in die zweite italienische Liga zu Carrera Venezia. Dem Verein gelang der Aufstieg in die Serie A1, doch kehrte Dalipagić 1981 für ein weiteres Jahr zu Partizan Belgrad zurück. Für diesen Verein erzielte er insgesamt 8.278 Punkte in 305 Spielen, allein in seiner letzten Saison lag der Punkteschnitt bei 43 pro Spiel. In der folgenden Saison war er zusammen mit seinem Nationalmannschaftskollegen Mirza Delibašić bei Real Madrid aktiv.
Nachdem Dalipagić 1984 erneut der Aufstieg in die Serie A1 gelungen war, diesmal mit Pallalcesto Amatori Udine, spielte er ein weiteres Jahr bei dem nun vom ehemaligen jugoslawischen Nationaltrainer Aleksandar Nikolić trainierten Verein. Es folgte der erneute Wechsel zu Reyer Venezia, und wieder gelang der prompte Aufstieg in die Serie A1, diesmal jedoch blieb er insgesamt drei Jahre. In der Saison 1987/88 erzielte Dalipagić 1417 Punkte in 39 Spielen und wurde noch vor Oscar Schmidt bester Korbschütze der Liga. Wiederum folgte der Wechsel in die Serie A2, doch mit Glaxo Verona gelang der Aufstieg diesmal nicht. Insgesamt erzielte Dalipagić im italienischen Ligabetrieb 7.993 Punkte in 241 Spielen. Nach einem Jahr Pause kehrte er für die Saison 1990/91 aufs Spielfeld zurück und lief für KK Crvena Zvezda auf.

### Nationalmannschaft
Dalipagić war für die jugoslawische Mannschaft von 1973 bis 1986 aktiv und gewann an der Seite von Größen wie Krešimir Ćosić, Mirza Delibašić, dem langjährigen Vereinskollegen bei Partizan Dragan Kićanović sowie gegen Ende von Dražen Petrović insgesamt zwölf Medaillen bei großen Meisterschaften.
Bei seinen ersten drei Europameisterschaften 1973, 1975 und 1977 gelang jeweils der Titelgewinn. 1979 folgte der Gewinn der Bronzemedaille, 1981 errang Dalipagić mit Jugoslawien die Silbermedaille.
Dalipagić gehört bei Weltmeisterschaften mit vier Medaillen (einmal Gold (1978), einmal Silber (1974) und zweimal Bronze (1982 und 1986)) zu den erfolgreichsten Teilnehmern. Zudem wurde er 1978 zum MVP des Turniers gewählt und ist mit 568 erzielten Punkten drittbester Scorer der WM-Geschichte.
Bei den Olympischen Spielen 1980 errang Dalipagić auch den Olympiasieg, nachdem Jugoslawien 1976 die Silbermedaille gewonnen hatte. Nach der Finalniederlage gegen die Vereinigten Staaten hatte ihm Red Auerbach persönlich nach einem Probetraining einen Profivertrag bei den Boston Celtics angeboten, doch um seinen Amateurstatus und damit die Spielberechtigung für die Nationalmannschaft zu erhalten, hatte Dalipagić abgelehnt. Bei Olympia 1984 schließlich folgte der Gewinn der Bronzemedaille. Dalipagić erzielte insgesamt 3.131 Punkte in 243 Länderspielen.

## Ehrungen
In seiner aktiven Zeit wurde Dalipagić 1977, 1978 und 1980 zu Europas Basketballspieler des Jahres gewählt, 1978 erhielt er zudem die Auszeichnung als Jugoslawiens Sportler des Jahres. 2004 wurde er in die Naismith Memorial Basketball Hall of Fame, 2007 in die neu gegründete FIBA Hall of Fame aufgenommen.
Dražen Dalipagić wurde im Mai 2008 als eine der fünfzig bedeutenden Persönlichkeiten des Basketballsport in Europa geehrt. Die Ehrung erfolgte durch die Euroleague Basketball im Rahmen einer offiziellen Zeremonie im Palacio de Deportes de la Comunidad de Madrid, in Madrid (Spanien).